# Rhaphidostegium megasporum
Rhaphidostegium megasporum là một loài rêu trong họ Sematophyllaceae. Loài này được (Duby) Besch. mô tả khoa học đầu tiên năm 1880.